# TIA-422

Red RS-422, con múltiples receptores.

TIA-422, también conocido como EIA-422 o RS-422, es una norma técnica publicada conjuntamente por la Asociación de la Industria de Telecomunicaciones y la Alianza de Industrias Electrónica (TIA / EIA) que especifica características eléctricas de un circuito de señalización digital. Diseñado para reemplazar la norma anterior RS-232C con una norma que permitiera una velocidad más alta, mejor inmunidad al ruido, y longitudes de cable más largas. Los sistemas RS-422 pueden transmitir dato a velocidades de hasta 10 Mbit/s, o puede ser enviados por cables de hasta 1,200 metros a velocidades más bajas. Está estrechamente relacionado con RS-423, la cual utiliza los mismos sistemas de señalización pero con una disposición de cableado diferente.
Desde el año 2000 está gestionado por la Telecommunications Industry Association (TIA) como TIA-422.
RS-422 especifica usar señalización diferencial, con cada línea de datos emparejada con una línea de retorno dedicada. Es la diferencia de voltaje entre estas dos líneas la que define la marca y espacio, y no como en RS-232, la diferencia de voltaje entre una línea de datos y la tierra local. Pues el voltaje de tierra puede diferir en cualquier extremo del cable, esto requirió para RS-232 utilizar señales con magnitudes de voltaje mayores que 5 voltios. Pasar a líneas de retorno dedicadas y siempre definiendo tierra en referencia al emisor permite a RS-422 utilizar 0.4 V, permitiendo alcanzar velocidades más altas. RS-423 difiere principalmente en que esta tiene una sola patilla de retorno en vez de una para cada patilla de datos.

## Ámbito de la norma
TIA-422 es la abreviación común de la norma del Instituto Nacional Estadounidense de Estándares (ANSI) norma ANSI/TIA/EIA-422-B Características Eléctricas de Circuitos de Interfaz de Voltaje Diferencial Balanceado y su equivalente internacional ITU-T Recomendación T-REC-V.11, también conocido como X.27. Estas normas técnicas especifican las características eléctricas del circuito de interfaz digital voltaje balanceado. TIA-422 especifica la transmisión de datos, utilizando señalización balanceada, o diferencial, , con Líneas de transmisión unidireccionales/no-reversibles, terminadas o sin terminar, punto a punto, o multirreceptor. En contrapartida a EIA-485, TIA-422/V.11 no deja múltiples emisores solo múltiples receptores.
La primera versión de TIA-422 se publicó en 1975, con la revisión A publicada en diciembre de 1978. La revisión B, publicada en mayo de 1994 fue ratificada por la Asociación de Industria de las Telecomunicaciones en el año 2000.

## Características

Longitud del cable RS-422 vs. velocidad de datos. Figura A.1

Las ventajas clave ofrecidas por esta norma incluyen un receptor diferencial, un emisor diferencial y la velocidad de datos tan alta como 10 Megabits por segundo para cables de 12 metros. Puesto que la calidad de la señal se degrada con la longitud del cable, la velocidad de datos máxima disminuye cuando aumenta la longitud del cable. La Figura A.1 adjunta que lo representa, llega hasta los 10 Mbit/s.
La longitud de cable máxima no esta especificada en la norma, pero la orientación dada en su anexo. (Este anexo no es una parte formal del estándar, pero está incluido sólo para propósitos de información). Limitaciones en la longitud del cable y velocidad de datos varía con los parámetros de la longitud del cable, equilibrio y terminación, así como en la instalación individual. La figura A.1 muestra una longitud máxima de 1200 metros, pero esto es con una terminación y el anexo habla sobre el hecho de que muchas aplicaciones pueden tolerar mayores distorsiones en tiempo y amplitud. La experiencia muestra que la longitud de cable puede ser extendida a varios kilómetros. Velocidades de datos máximos conservadores con [Cable de par trenzado|cable 24AWG UTP] (usado en telefonía) son de 10 Mbit/s para 12 m a 90 kbit/s para 1200 m como muestra la figura A.1. Esta figura es una guía conservadora basada en datos empíricos, no un límite impuesto por la norma.
RS-422 especifica las características eléctricas de una única señal balanceada. La norma fue escrita para ser mencionada por otras normas que especifiquen la interfaz completa DTE/DCE para aplicaciones que requieran un circuito de voltaje balanceado para transmitir datos. Estos otras normas definirían protocolos, conectores, asignaciones de patillas y funciones. Normas como EIA-530 (conector DB-25) y EIA-449 (conectorDC-37) usan señales eléctricas RS-422. Algunos dispositivos RS-422 tienen 4 terminales de tornillo para pares de cables, con un par utilizado para datos en cada dirección.
RS-422 no puede implementar redes de comunicación multipunto como con EIA-485, pues solo puede haber un emisor en cada par de cables. Aun así un emisor puede comunicarse con hasta diez receptores.
RS-422 puede ínter-operar con las interfaces diseñadas con MIL-STD-188-114B, pero no son idénticos. RS-422 usa señal de 0 a 5 de voltios nominales mientras que MIL-STD-188-114B utiliza una señal simétrica en torno a 0 V. Aun así la tolerancia para voltaje en modo común en ambas especificaciones les deja ínter-operar. Se debe tener cuidado con la red de terminación.
EIA-423 es una especificación similar para señalización no balanceada (RS-423).
Cuándo hablamos en relación con cables de comunicaciones, cableado RS-422 se refiere al cable hecho de 2 conjuntos de par trenzado, a menudo con cada par mallado y con un cable de tierra. Mientras un cable de 2 pares puede ser práctico para muchas aplicaciones RS-422, la norma RS-422 sólo define un camino de señal y no asigna ninguna función a este. Cualquier ensamblaje de cable incluyendo conectores debería ser etiquetada con la especificación que definió la función de la señal y el diseño mecánico del conector, como RS-449.

## Aplicaciones
Uno de los usos más extendido del RS-422 fue en los primeros ordenadores Macintosh. Este se implemento mediante un conector multipatilla que tenía suficientes patillas para soportar las señales más comunes del RS-232; los primeros modelos utilizaron un conector D,de 9 patillas pero este fue rápidamente reemplazado por un conector mini-DIN-8. Los puertos podrían ser puestos en modo RS-232 o RS-422, que cambiaba el comportamiento de algunas patillas y desactivaba completamente otras. Estos conectores se utilizaban para soportar dispositivos RS-232 como módems, así como redes AppleTalk, e impresoras RS-422 y otros periféricos. En cada Mac había dos de tales puertos hasta que fueron reemplazados, junto con los puertos ADB , por Universal Serial Bus en el iMac en 1998.
RS-422 es un mecanismo de transporte común para extender líneas de RS-232. Estos constan de puertos RS-232 a cada lado de una conexión RS-422.
Antes de los sistemas de reproducción y edición de vídeo basados en discos duros; en los sistemas de transmisión profesionales y posproducción de edición lineal, las instalaciones utilizaban RS-422A para controlar remotamente los reproductores/grabadores centralizados en una sala remota. En la mayoría de casos se utilizaba la conexión Sony de 9 patillas, que usa el conector DE-9. Este es de facto el conector estándar en la industria de vídeo para RS-422, el cual todavía se puede encontrar en muchos equipos profesionales actuales.